# 茨城県の市町村章一覧
茨城県の市町村章一覧（いばらきけんのしちょうそんしょうのいちらん）は、茨城県内の市町村に制定されている、あるいは制定されていた市町村章の一覧である。なお、一覧の順序は全国地方公共団体コード順による。廃止された市町村章は廃止日から順に掲載している。

## 市部
| 市             | 市章                                                                            | 由来 | 制定日         | 備考 |
| -------------- | ------------------------------------------------------------------------------- | --- | -------------- | --- |
| 水戸市         |                                                                                 | 「水」を図案化し、その中に「ト」を三つ合わせて芯として「ト」を横にして下で受け止めたもの （但し、正式に決定されたものではない） | 1933年12月23日 | 色は青色が指定されている 2代目の市章である |
| 日立市         |                                                                                 | 外側の円が「日」、その中に「立」を巧妙な花の形に表したもの                                                                      | 1940年4月1日   | 市旗は紋章部を赤(真紅)にしているが、市章単体では青色を使用（八戸市旗も参照）                                                                                      |
| 土浦市         |                                                                                 | 「土」を霞ケ浦と桜川に映る桜の花弁を図案化したもの                                                                              | 1942年6月8日   | |
| 古河市         |                                                                                 | 「古」を図案化したもの | 2006年1月21日  | 色は赤色・青色・緑色が指定されている 2代目の市章である |
| 石岡市         |                                                                                 | 「い」を円く図案化したもの | 2005年10月1日  | 旧・石岡市制時の1954年2月11日に制定され、新市制施行後に継承される                                                                                                 |
| 結城市         |                                                                                 | 「ユーキ」の端的表現を目的として図案化したもの                                                                                  | 1951年3月17日  | |
| 龍ケ崎市       | （桔梗色篇） （松葉色篇） （トマトレッド色篇） （黒色篇） （金色篇） （銀色篇） | 龍ヶ峰から龍が昇天する姿を象徴して、その三本の爪で玉をつかんでいる様子を意匠化したもの                                          | 1927年6月15日  | 龍ケ崎町章と指定制定され、市制施行後に継承される 2013年12月4日に告示される 色は2013年12月13日から桔梗色・松葉色・トマトレッド色・黒色・金色・銀色が指定されている |
| 下妻市         |                                                                                 | 「下」を躍進を目的として右上がりになる様に図案化したもの                                                                        | 1954年7月1日   | |
| 常総市         |                                                                                 | 「じ」を基にしたもの | 2006年1月1日   | 色は緑色と青色が指定されている |
| 常陸太田市     |                                                                                 | 戦国時代に佐竹氏が太田城（舞鶴城）を築いた発祥の地に因み、鶴の形を以て「太」を図案化したもの                                    | 1937年1月10日  | 太田町章として制定され、市制施行後に継承される 太田町職員の作品である                                                                                             |
| 高萩市         |                                                                                 | 「高」を簡明に図案化して、上部の両翼・中央の尖剣を配したもの                                                                    | 1955年2月19日  | |
| 北茨城市       |                                                                                 | 「北」を左右に分解し、互いに噛み合わせたもの                                                                                    | 1956年8月10日  | |
| 笠間市         |                                                                                 | 「K」を交通の交点を意味して知恵の輪の様に図案化したもの                                                                         | 2006年3月19日  | 色は緑色と青色が指定されている 市章と類似した社章が存在することが指摘された 2代目の市章である                                                                     |
| 取手市         |                                                                                 | 「トリテ」を組み合わせて図案化したもの                                                                                          | 1963年3月1日   | 取手町章として制定され、市制施行後に継承される |
| 牛久市         |                                                                                 | 「牛久」をオオトリの両方の翼の形に図案化したもの                                                                                | 1960年7月1日   | 牛久町章として制定され、市制施行後に継承される |
| つくば市       |                                                                                 | 「つ」を二つ組み合わせて図案化したもの                                                                                          | 1989年4月11日  | 色は緑色と水色が指定されている |
| ひたちなか市   |                                                                                 | 二つの波が交流する所に「H」を浮かび合わせて図案化したもの                                                                       | 1995年11月1日  | 色は水色と緑色が指定されている |
| 鹿嶋市         |                                                                                 | 「カ」を鹿島灘の波頭の形に図案化したもの                                                                                        | 1966年11月2日  | 鹿島町章として制定され、改称かつ市制施行後に継承される 1980年7月10日に告示される                                                                                  |
| 潮来市         |                                                                                 | 「い」を図案化し、水郷地帯を流れる緩やかな川の流れを表しているもの                                                              | 2002年7月1日   | 色は黒色が基本的に指定されている 1957年12月に潮来町章として制定され、市制施行後に継承される                                                                       |
| 守谷市         |                                                                                 | 「守」を図案化し、下部の点は、弓矢の矢尻を以て、谷（や）の音と矢（や）に通じるもの                                              | 1966年4月1日   | 守谷町章として制定され、市制施行後の2002年2月2日に再制定され、継承される                                                                                          |
| 常陸大宮市     |                                                                                 | 「ひ」を川の流れに沿って図案化したもの                                                                                          | 2005年3月22日  | |
| 那珂市         |                                                                                 | 「ナカ」を翼と円にして図案化したもの                                                                                            | 1959年11月3日  | 那珂町章として制定され、市制施行後に継承される |
| 筑西市         |                                                                                 | 筑波山と河川を象徴したもの | 2005年3月28日  | 色は青色と緑色が指定されている |
| 坂東市         |                                                                                 | 「ば」を図案化したもの | 2005年9月22日  | 色は青色と緑色が指定されている |
| 稲敷市         |                                                                                 | 「地球」・「稲」・「豊かな実り」を表したもの                                                                                    | 2005年3月22日  | 色は青色・白色・緑色が指定されている |
| かすみがうら市 |                                                                                 | 二重の輪は霞ヶ浦・その水辺に立つ鳥を表したもの                                                                                  | 2005年3月28日  | 色は青色が指定されている |
| 桜川市         |                                                                                 | 桜・筑波山・桜川を表したもの | 2005年10月1日  | 色は桃色・青色・水色が指定されている |
| 神栖市         |                                                                                 | 「か」を飛鳥の形にして図案化したもの                                                                                            | 1970年3月24日  | 神栖町章として制定され、市制施行後の2005年8月1日に再制定され継承される 1977年12月26日に条例化される                                                               |
| 行方市         |                                                                                 | 「N」と帆曳船の帆を図案化したもの                                                                                               | 2005年9月2日   | 色は黄緑色・青色・赤色が指定されている |
| 鉾田市         |                                                                                 | 朝日が昇る様子を図案化したもの                                                                                                  | 2005年10月11日 | 色は青色と緑色が指定されている |
| つくばみらい市 |                                                                                 | 「つみ」を図案化したもの | 2006年3月27日  | 色は赤色・青色・緑色が指定されている |
| 小美玉市       |                                                                                 | 「O」・「M」・「T」を図案化したもの                                                                                             | 2006年3月27日  | 色は青色と緑色が指定されている |

## 町村部
| 郡       | 町村     | 町村章 | 由来                                                                                               | 制定日         | 備考                                             |
| -------- | -------- | ------ | -------------------------------------------------------------------------------------------------- | -------------- | ------------------------------------------------ |
| 東茨城郡 | 茨城町   |        | 「茨」を図案化したもの                                                                             | 1956年5月14日  |                                                  |
| 東茨城郡 | 大洗町   |        | 「大」を波頭の形に図案化したもの                                                                   | 1954年11月1日  |                                                  |
| 東茨城郡 | 城里町   |        | 「しろ」を図案化し、那珂川の西側に位置しているのを表したもの                                       | 2005年3月25日  | 色は緑色・赤色・青色が指定されている             |
| 那珂郡   | 東海村   |        | 「と」と原子力の「r（ガンマー）」を太平洋の波で模様化して図案化したもの                            | 1963年4月1日   |                                                  |
| 久慈郡   | 大子町   |        | 二つの「大」を90度左右に傾けて対称に図案化したもの                                                 | 1961年9月12日  | 色は紺色が指定されている                         |
| 稲敷郡   | 美浦村   |        | 「み」を図案化し、三つの円は木原村・安中村・舟島村の一部が一体となって結びあっている姿を示したもの | 1971年10月1日  |                                                  |
| 稲敷郡   | 阿見町   |        | 三つの「ア」を図案化し、「阿見」を表したもの                                                       | 1962年3月12日  |                                                  |
| 稲敷郡   | 河内町   |        | 全体と中の楕円は、一粒の米を表し、その中に利根川・新利根川を意匠化してから「K」を組み込んだもの    | 1996年6月1日   |                                                  |
| 結城郡   | 八千代町 |        | 「8ちよ」を瑞祥の鶴を形どったもの                                                                  | 1955年4月14日  | 八千代村章として制定され、町制施行後に継承される |
| 猿島郡   | 五霞町   |        | 「ごか」を図案化し、朝日が昇るように表したもの                                                     | 1979年11月27日 | 五霞村章として制定され、町制施行後に継承される   |
| 猿島郡   | 境町     |        | 「さ」を円形にして図案化したもの                                                                   | 1966年9月26日  | 1978年3月29日に告示される                        |
| 北相馬郡 | 利根町   |        | 二つの「と」を円形にし、合わせて図案化したもの                                                     | 1965年1月29日  |                                                  |

## 廃止された市町村章

### 20世紀
| 市郡     | 市町     | 市町村章 | 由来 | 制定日        | 廃止日         | 備考                                                                                                  |
| -------- | -------- | -------- | --- | ------------- | -------------- | --- |
| 真壁郡   | 下館町   |          | 不明 | 不明          | 1954年3月15日  | |
| 筑波郡   | 大穂町   |          | 不明 | 不明          | 1979年9月27日  | 初代の町章である                                                                                      |
| 筑波郡   | 谷田部町 |          | 「谷」を図案化し、安定感と円満、発展性を強く象徴したもの                                                                       | 1957年        | 1987年11月30日 | |
| 筑波郡   | 豊里町   |          | 右の翼で「ト」・左の翼で「ヨ」・両翼を結ぶ円形の上部で「サ」・その下部で「ト」を図案化したもの                                 | 1955年        | 1987年11月30日 | |
| 筑波郡   | 大穂町   |          | 「大ホ」を円形にして表したもの                                                                                                 | 1979年9月27日 | 1987年11月30日 | 2代目の町章である                                                                                     |
| 新治郡   | 桜村     |          | 桜の花びらと鳩を図案化したもの                                                                                                 | 1971年8月19日 | 1987年11月30日 | |
| 筑波郡   | 筑波町   |          | 「ツクバ」を図案化したもの | 1957年        | 1988年1月31日  | 1968年10月18日に告示された                                                                            |
| 東茨城郡 | 常澄村   |          | 全体を円形にし、「つね」を図案化したもの                                                                                       | 1960年1月1日  | 1992年3月3日   | |
| 久慈郡   | 金砂郷村 |          | 「か」を両翼の形にして図案化したもの                                                                                           | 1960年2月22日 | 1993年11月1日  | |
| 那珂湊市 |          |          | 円を10とし、そのうち3:7に分け、「ミナト」を表したもの                                                                          | 1936年12月1日 | 1994年11月1日  | 湊町章として制定され、那珂湊町として改称、市制施行後に継承された                                      |
| 勝田市   |          |          | 全体は「田」とし、その内訳は輪郭は「カ」を円形にしてから、円の中は「ツ」を若芽に形に図案化したものであり、目的は進展としたもの | 1954年11月1日 | 1994年11月1日  | 勝田町制制時の1940年4月29日に町章として制定されて、市制施行と同時に再制定され、継承された             |
| 鹿島郡   | 大野村   |          | 「大」を翼上にし、周りは「の」にし、それらを組み合わせたもの                                                                   | 1983年2月2日  | 1995年9月1日   | 制定前から使用され、1965年8月20日以降に発行された広報おおのには使用されているが詳細な制定は不明である |
| 稲敷郡   | 河内村   |          | 全体は「河内」を表し、内訳は稲の花を中心にし、「和」を意味する円形に意匠化したもの                                             | 1978年4月15日 | 1996年6月1日   | 1987年11月1日に告示された                                                                             |
| 新治郡   | 出島村   |          | 「出」と複数の鳩で霞ケ浦を表し、波を象ったもの                                                                                 | 1955年8月     | 1997年4月1日   | |

### 21世紀
| 市郡     | 市町     | 市町村章       | 由来 | 制定日                        | 廃止日         | 備考                                                                               |
| -------- | -------- | -------------- | --- | ----------------------------- | -------------- | ---------------------------------------------------------------------------------- |
| 行方郡   | 牛堀町   |                | 「うし」を意匠化したもの | 1968年9月15日                 | 2001年4月1日   |                                                                                    |
| 稲敷郡   | 茎崎町   |                | 「クキザキ」を円形にしてから左右の張った翼の形に図案化したもの                                                                                | 1983年1月1日                  | 2002年11月1日  | 茎崎村章（制定日不明）として制定され、町制施行後に継承される                       |
| 多賀郡   | 十王町   |                | 「じ」を象ったもの | 1974年2月12日                 | 2004年10月1日  |                                                                                    |
| 那珂郡   | 大宮町   |                | 全体は円満を意味し、「大」を円形に図案化したもの                                                                                              | 1973年4月28日                 | 2004年10月16日 | 1962年5月に制定されたものを1973年4月28日に再制定される                             |
| 那珂郡   | 山方町   |                | 「山方」を図案化し、雄々しく飛躍してから左右上方に伸ばしたもの                                                                                | 1964年9月1日                  | 2004年10月16日 |                                                                                    |
| 那珂郡   | 美和村   |                | 「み」を円形にして図案化し、左右上部を翼に象ったもの                                                                                          | 1966年10月29日                | 2004年10月16日 |                                                                                    |
| 那珂郡   | 緒川村   |                | 全体を翼の形にしてから「お」・「川」を円形かつそれらを組み合わせて図案化したもの                                                              | 1966年9月29日                 | 2004年10月16日 |                                                                                    |
| 東茨城郡 | 御前山村 |                | 全体は翼の形にして、「御」を丸くしたもの | 1958年2月                     | 2004年10月16日 |                                                                                    |
| 久慈郡   | 金砂郷町 |                | 全体は「K」を表し、内訳は丸は太陽・二本の線は町を流れる山田川と浅川を表し、未来に向かって自然と調和しながら大きく発展することを目的としたもの | 1993年11月1日                 | 2004年12月1日  | 色は丸の部分は赤色・左側は緑色・右半分は緑色が指定されている                       |
| 久慈郡   | 水府村   |                | 「水」を翼上に図案化したもの | 1959年9月26日                 | 2004年12月1日  |                                                                                    |
| 久慈郡   | 里美村   |                | 「さ」を基本に「さ」の周りに三つの「と」を意匠化したもの                                                                                      | 1961年10月30日                | 2004年12月1日  | 制定前は作成されていなかった                                                       |
| 那珂郡   | 瓜連町   |                | 「瓜」を円形にし、現代的に図案化したもの | 1964年4月1日                  | 2005年1月21日  | 1963年に公表され、翌年の4月1日に制定された                                         |
| 東茨城郡 | 内原町   |                | 「内ハラ」を組み合わせて図案化し、団結と雄和を目的としたもの                                                                                  | 1963年1月                     | 2005年2月1日   | 内原村章として制定され、町制施行後に継承された                                     |
| 東茨城郡 | 常北町   |                | 「常」を丸形かつ鳥の形に図案化したもの | 1967年12月1日                 | 2005年2月1日   |                                                                                    |
| 東茨城郡 | 桂村     |                | 「カツラ」を組み合わせ図案化したもの | 1966年10月                    | 2005年2月1日   |                                                                                    |
| 西茨城郡 | 七会村   |                | 「七」を躍動的に図案化したもの | 1967年8月30日                 | 2005年2月1日   |                                                                                    |
| 岩井市   |          |                | 「い」を図案化したもの | 1971年7月1日                  | 2005年3月22日  | 福島県いわき市の市章と類似している                                                 |
| 猿島郡   | 猿島町   |                | 「さ」を図案化したもの | 1962年11月12日                | 2005年3月22日  |                                                                                    |
| 稲敷郡   | 江戸崎町 |                | 「江」を霞ヶ浦の「波頭」と「飛鳥」に図案化したもの                                                                                            | 1968年11月1日                 | 2005年3月22日  |                                                                                    |
| 稲敷郡   | 新利根町 |                | 「シントネ」・新利根川の流れを組み合わせて図案化したもの                                                                                      | 1974年12月23日                | 2005年3月22日  | 新利根村章として制定され、町制施行後に継承された                                   |
| 稲敷郡   | 桜川村   |                | 「桜」と「川」を図案化したもの | 1955年7月5日                  | 2005年3月22日  |                                                                                    |
| 稲敷郡   | 東町     |                | 「アズマ」を円形に図案化したもの | 1996年9月1日 （便宜的に制定） | 2005年3月22日  | 東村章（制定日不明）として制定され、町制施行後に継承された                         |
| 新治郡   | 霞ヶ浦町 |                | 二隻の帆引き船で「K」を表し、周囲の円は霞ヶ浦を表したもの                                                                                     | 1997年4月1日                  | 2005年3月22日  | 色は青色（DIC182）が指定されている                                                 |
| 新治郡   | 千代田町 |                | 「千」を丸形と三角型に図案化したもの | 1974年9月20日                 | 2005年3月22日  | 1986年5月1日に告示される 千代田村章として制定され、町制施行後に継承された          |
| 下館市   |          |                | 「シモダテ」を「槌」・「宝」を中に配して組み合わせたもの                                                                                      | 1954年3月15日                 | 2005年3月28日  |                                                                                    |
| 真壁郡   | 関城町   |                | 「セキ」を図案化し、円形はナシ・スイカを象徴かつ中心にし、円より出た線は45度に切って「正」を配したもの                                        | 1958年2月10日                 | 2005年3月28日  |                                                                                    |
| 真壁郡   | 明野町   |                | 「ア」を図案化したもの | 1956年                        | 2005年3月28日  |                                                                                    |
| 真壁郡   | 協和町   | （著作権存続） | 「き」を図案化したもの | 1968年                        | 2005年3月28日  | 色は内部は金色であり、外部は紫色が指定されている                                   |
| 北相馬郡 | 藤代町   |                | 「ふ」を鳥が羽ばたく形に意匠化したもの | 1965年10月31日                | 2005年3月28日  |                                                                                    |
| 鹿島郡   | 波崎町   |                | 「は」を図案化したもの | 1964年3月26日                 | 2005年8月1日   |                                                                                    |
| 行方郡   | 麻生町   |                | 「ア」を円形に図案化したもの | 1958年10月15日                | 2005年9月2日   |                                                                                    |
| 行方郡   | 北浦町   |                | 「北」を円形に図案化したもの | 1959年                        | 2005年9月2日   | 北浦村章として制定され、町制施行後に継承された                                     |
| 行方郡   | 玉造町   |                | 「玉」を円形に図案化したもの | 1958年1月27日                 | 2005年9月2日   |                                                                                    |
| 古河市   |          |                | 「古」を太陽と鷲の形に図案化したもの | 1950年8月10日                 | 2005年9月12日  | 初代の市章である                                                                   |
| 猿島郡   | 総和町   |                | 「そう」を円形に意匠化し下部の丸味の内に輪（和）を配しかつ図案化したもの                                                                      | 1971年3月6日                  | 2005年9月12日  |                                                                                    |
| 猿島郡   | 三和町   |                | 扇型の三つの「ワ」で組んだ末広がりを図案化したもの                                                                                            | 1969年1月1日                  | 2005年9月12日  |                                                                                    |
| 新治郡   | 八郷町   |                | 「郷」を配し、頭文字「八」を図案化した円で囲んだもの                                                                                          | 1958年6月10日                 | 2005年10月1日  |                                                                                    |
| 西茨城郡 | 岩瀬町   |                | 「岩」の冠である「山」は筑波山を象り、三つの三角形の組み合わせは旧三那珂を表したもの                                                          | 1965年                        | 2005年10月1日  |                                                                                    |
| 真壁郡   | 真壁町   |                | 「マカベ」を合わせ、図案化したもの | 1955年9月13日                 | 2005年10月1日  |                                                                                    |
| 真壁郡   | 大和村   |                | 「ヤマト」を両翼で図案化したもの | 1965年3月12日                 | 2005年10月1日  |                                                                                    |
| 鹿島郡   | 旭村     | （著作権存続） | 「ア」を翼上に図案化したもの | 1977年12月                    | 2005年10月11日 |                                                                                    |
| 鹿島郡   | 鉾田町   |                | 全体は「ホ」であり、鳩が翼を広げるように図案化したもの                                                                                        | 1955年12月                    | 2005年10月11日 |                                                                                    |
| 鹿島郡   | 大洋村   |                | 「た」のを図案化したもの | 1961年8月                     | 2005年10月11日 |                                                                                    |
| 結城郡   | 千代川村 |                | 「千代」を囲む形で意匠化され、「川」は徐々に広がりを見せて大海へ注ぐ意味を表したもの                                                          | 1955年11月9日                 | 2006年1月1日   |                                                                                    |
| 水海道市 |          |                | 中央に「水」を配し翼に形作ったもの | 1954年7月10日                 | 2006年1月1日   |                                                                                    |
| 結城郡   | 石下町   | （著作権存続） | 円が「町の和」「町民の和」を表し、円の中に「下」を配し、白い部分は「石」を表している                                                          | 1978年4月4日                  | 2006年1月1日   |                                                                                    |
| 新治郡   | 新治村   |                | 円と平行四辺形にした「に」を表したもの | 1972年9月2日                  | 2006年2月20日  |                                                                                    |
| 笠間市   |          |                | 「カサマ」を図案化したもの | 1958年8月1日                  | 2006年3月19日  | 笠間町制時の1938年5月1日に町章と手制定され、市制施行後に初代の市章として制定される |
| 西茨城郡 | 友部町   |                | 「友」を三本の線で鋭くして意匠化したもの | 1957年12月17日                | 2006年3月19日  |                                                                                    |
| 西茨城郡 | 岩間町   |                | 「イワマ」を図案化し、「ワ」は円形を表したもの                                                                                                | 1959年3月18日                 | 2006年3月19日  |                                                                                    |
| 筑波郡   | 伊奈町   | （著作権存続） | 「イナ」を両翼に表し図案化したもの | 1966年8月4日                  | 2006年3月27日  | 伊奈村章として制定され、町制施行後に継承された                                     |
| 筑波郡   | 谷和原村 |                | 「谷」を鳩の形に表したもの | 1960年4月1日                  | 2006年3月27日  |                                                                                    |
| 東茨城郡 | 小川町   |                | 「小川」翼型にを形どったもの | 1954年12月10日                | 2006年3月27日  |                                                                                    |
| 東茨城郡 | 美野里町 |                | 「美」を図案化したもの | 1960年1月1日                  | 2006年3月27日  |                                                                                    |
| 新治郡   | 玉里村   | （著作権存続） | 円の周囲の二線は水を表して「り」と成し、「里」を配したもの                                                                                    | 1979年7月1日                  | 2006年3月27日  |                                                                                    |

### 書籍
- 小学館辞典編集部 編『図典 日本の市町村章』（初版第1刷）小学館、2007年1月10日。ISBN 4095263113。
- 近藤春夫『都市の紋章 : 一名・自治体の徽章』行水社、1915年。NDLJP:955061
- 中川幸也『シリーズ人間とシンボル第2号「都市の旗と紋章」』中川ケミカル、1987年10月11日。
- 丹羽基二『日本の市章 （東日本）』保育社、1984年4月5日。
- 望月政治『都章道章府章県章市章のすべて』日本出版貿易株式会社、1973年7月7日。
- NHK情報ネットワーク『NHKふるさとデータブック3 [関東]』日本放送協会、1992年4月1日。

### 都道府県書籍
- 茨城新聞社『茨城県大百科事典』茨城新聞社、1981年。

### 自治体冊子

#### 県北地域
- 那珂湊市役所『那珂湊市例規集』茨城県那珂湊市。
- 勝田市史編纂委員会『勝田市史 近代・現代編1』茨城県勝田市。
- 瓜連町役場『瓜連町例規集』茨城県東那珂郡瓜連町。
- 大宮町役場『大宮町例規集』茨城県那珂郡大宮町。
- 社会科副読本「おおみや」編集委員会『社会科副読本「おおみや 3・4年」』茨城県那珂郡大宮町教育委員会、1996年4月。
- 山方町役場『山方町例規集』茨城県那珂郡山方町。
- 山方町役場『山方町報 昭和39年10月1日号』茨城県那珂郡山方町、1964年10月1日。
- 山方町役場『山方 永遠のふるさと 山方町閉町記念誌』茨城県那珂郡山方町、2004年10月。
- 美和村役場『美和村閉村記念式典』茨城県那珂郡美和村、2004年10月。
- 緒川村役場『緒川村例規集』茨城県那珂郡緒川村。
- 緒川村役場企画課『緒川村のあゆみ』茨城県那珂郡緒川村、2004年10月。
- 御前山村役場企画課『御前山村閉村記念誌』茨城県那珂郡緒川村、2004年10月。
- 里美村役場企画課『広報さとみ1 昭和36年10月30日号』茨城県久慈郡里美村。
- 金砂郷町役場『金砂郷町例規集』茨城県久慈郡金砂郷町。
- 金砂郷村史編纂委員会『金砂郷村史 通史編』茨城県久慈郡金砂郷村、1996年。
- 十王町役場『十王町例規集』茨城県多賀郡十王町。

#### 県央地域
- 内原町史編纂委員会『内原町史 通史編』茨城県東茨城郡内原町、1996年。
- 内原町役場『内原町例規集』茨城県東茨城郡内原町。
- 常澄村『常澄村勢要覧 '88』茨城県東茨城郡常澄村企画財政課、1988年8月。
- 常澄村役場『常澄村例規集』茨城県東茨城郡常澄村。
- 常澄村史編纂委員会『常澄村史 通史編』茨城県東茨城郡常澄村、1989年。

#### 鹿行地域
- 鉾田町編纂委員会『図説「ほこたの歴史」』茨城県鹿島郡鉾田町、1995年。
- 旭村総務課『旭村総合計画』茨城県鹿島郡旭村、1982年6月。
- 大洋村総務課『大洋村50年のあしあと』茨城県鹿島郡大洋村。
- 北浦町史編纂委員会『北浦町史』茨城県行方郡北浦町、2004年12月。
- 鹿島町総務部広報公聴課『広報かしま 縮刷版』茨城県鹿島郡鹿島町、1976年。
- 大野村企画開発課『広報おおの 第一巻』茨城県鹿島郡大野村、1986年。
- 大野村企画開発課『広報おおの 合併40周年記念 縮刷版 第二巻』茨城県鹿島郡大野村、1995年8月31日。
- 潮来町役場企画課『潮来町勢要覧　水郷潮来水と緑の町 '79』茨城県鹿島郡潮来町、1979年。

#### 県南地域
- 河内村役場『広報かわち 昭和53年4月15日号』茨城県稲敷郡河内村。
- 河内村役場『河内村例規集』茨城県稲敷郡河内村。
- 豊里町役場『豊里町例規集』茨城県筑波郡豊里町。
- 大穂町役場『大穂町例規集』茨城県筑波郡大穂町。
- 筑波町役場『筑波町例規集』茨城県筑波郡筑波町。
- 桜村役場『桜村例規集』茨城県筑波郡桜村。
- つくば市『つくば市誕生の記録』筑波研究学園都市関係町村合併の記録編纂委員会、1989年3月31日。
- 茎崎町役場『茎崎町例規集』茨城県稲敷郡茎崎町。

#### 県西地域
- 常北町役場『常北町例規集』茨城県東茨城郡常北町。
- 七会村役場『七会村例規集』茨城県西茨城郡七会村。